# Водена вила (предање)
Водена вила (влаш. Вулва), митско је биће из ђердапског предања, змијоликог изглед које може да лети и које живи у дунавским дубинама иза Гребена.
Верује се да излази из воде када у правцу Доњемилановачке котлине и поља наилази непогода. Вила тада узлеће „небу под облаке” и хвата се укоштац са небеским силама, разбијајући облаке. Старији људи, ратари, виноградари и баштовани, кажу да је штитила овај крај од елементарних непогода (олуја, града и поплава). Уз молитву Богу, домаћини и данас у њиву и башту износе посуду са млеком и секиром, како би вила црпила снагу за борбу, а одбрана поља била успешнија.